# Facundo Lezica
Facundo Lezica, né le 5 février 1992 à Bragado, est un coureur cycliste argentin.

## Palmarès sur route

### Par années
- 2010
  -  Champion d'Argentine du contre-la-montre juniors
- 2012
  - 3e du Circuit d'Escalante
- 2013
  -  Champion d'Argentine du contre-la-montre espoirs
  - Doble Chepes
  -  Médaillé d'argent du championnat panaméricain du contre-la-montre espoirs
- 2014
  - Revancha de la Doble
  - 3e du championnat d'Argentine sur route espoirs
- 2015
  - 2e étape de la Doble San Francisco-Miramar
- 2017
  - Prologue de la Doble Bragado (contre-la-montre par équipes)

### Classements mondiaux
| Année            | 2013 |
| ---------------- | ---- |
| UCI America Tour | 204e |

## Palmarès sur piste

### Championnats panaméricains
- 2010
  -  Champion panaméricain de poursuite juniors[2]
  -  Médaillé d'argent de l'américaine juniors (avec Juan Ignacio Curuchet)[3]

### Championnats nationaux
- 2019
  -  Champion d'Argentine de course aux points
  -  Champion d'Argentine de l'américaine (avec Juan Ignacio Curuchet)
  - 3e du championnat d'Argentine de l'omnium